# Бастарей

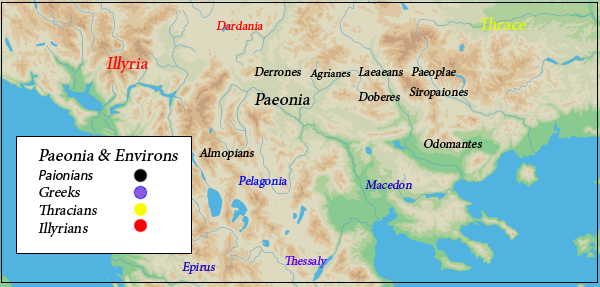
Мапа племен Пайонії

Бастарей (грец. Βασταρεύς) - стародавній правитель Тракії і Пайонії  у першій половині V або IV століття до н. е.
Про Бастарея відомо з монет з його ім'ям, що карбувались за Пайонійським взірцем. На аверсі монет Бастарея зображений шолом з короною; на реверсі  — бик, що риє ногою землю та ім'ям Бастарей. На думку Н. Хаммонда, тетрадрахми Бастарея були випущені за правління Македонського царя Олександра I, між 467 і 460 роками до н. е., і Бастарей був правителем леанців, що мали золоті та срібні копальні. 

У 1880 році в Кюстендилі монети Бастарея були виявлені разом з монетами королів Пайонії Лікея і Патрая, що правили понад сотню років пізніше. Це дає підстави вважати, що Бастарей жив у першій половині IV століття до н.е.